# Zawlnuam
Zawlnuam é uma vila no distrito de Mamit, no estado indiano de Mizoram.

## Demografia
Segundo o censo de 2001, Zawlnuam tinha uma população de 3119 habitantes. Os indivíduos do sexo masculino constituem 52% da população e os do sexo feminino 48%. Zawlnuam tem uma taxa de literacia de 78%, superior à média nacional de 59.5%: a literacia no sexo masculino é de 80% e no sexo feminino é de 76%. Em Zawlnuam, 15% da população está abaixo dos 6 anos de idade.